# Joan Gastó I de Mèdici
Joan Gastó I de Mèdici o Joan Gastó I de Toscana (en italià: Gian Gastone de' Medici) (Florència, Gran Ducat de Toscana, 1671 - íd. 1737) fou l'últim Gran Duc de Toscana de la família Mèdici, regnant entre 1723 i 1737.

## Orígens familiars
Va néixer el 24 de maig de 1671 a la ciutat de Florència sent el fill petit del Gran Duc Cosme III de Mèdici i Margarida Lluïsa d'Orleans. Fou net per línia paterna de Ferran II de Mèdici i Victòria della Rovere, i per línia materna de Gastó d'Orleans i Margarida de Lorena.
Fou germà de Ferran de Mèdici, príncep hereu de la família, i d'Anna Maria Lluïsa de Mèdici, casada amb Johann Wilhelm von der Pfalz.

## Joventut
Fill petit dels Grans Ducs de Toscana, va créixer sense l'empara de la seva mare, la qual havia tornat a França el 1675 després de separar-se del seu marit. Sent el fill petit de la parella el seu pare es preocupà més de l'educació del seu germà gran, Ferran de Mèdici, el qual era considerat l'hereu del Regne, i de la seva germana Anna Maria, considerada una peça molt important per establir aliances amb alguna potència europea.
Joan Gastó s'interessà per la ciència, establint molt bona relació amb el seu oncle, el cardenal Francesc Maria de Mèdici. Així mateix establí una forta amistat amb Giuliano Dami, un servidor del marquès Ferdinando Capponi, amb el qual estarà unit la resta de la vida.

## Hereu al tron i núpcies
A la mort, sense fills, de Ferran de Mèdici l'any 1713, Joan Gastó va esdevenir l'hereu del Gran Ducat de Toscana. Immediatament Cosme III i Anna Maria Lluïsa li buscaren una esposa per tal de donar-li l'hereu tan esperat, prometent-lo en matrimoni amb la cunyada d'Anna Maria Lluïsa, Anna Maria Francesca de Saxònia-Lauenburg, amb la qual es casà el 2 de juliol de 1697 a la ciutat de Düsseldorf.
El matrimoni finalitzà ràpidament amb la incompatibilitat dels dos esposos, abandonant la residència que Anna Maria Francesca no havia volgut ocupar a Florència (havia preferit quedar-se a Reichstadt, un petit poble en les muntanyes de Bohèmia) i es va dirigir primer a París i després a Praga al costat de Giuliano Dami, amb el qual es creu que tingué una relació amorosa homosexual.
El 1708 Joan Gastó va tornar definitivament a Florència, residint al Palau Pitti, on va dur una vida simple i retirada, deslligat completament dels assumptes d'estat, pels quals no va mostrar mai un gran interès. Passava el temps llegint obres científiques, de botànica i recollint objectes d'anticuaris, dels quals era un gran entenedor.
Mentrestant, Cosme III havia intentat una tragicòmica temptativa de tenir un hereu alternatiu a Joan Gastó fent abandonar els hàbits cardenalicis al seu germà Francesc Maria i casar-se per tal de tenir descendència legítima. Aquesta esperança, però, es trencà al morir Francesc Maria de forma prematura.

## Gran Duc de Toscana

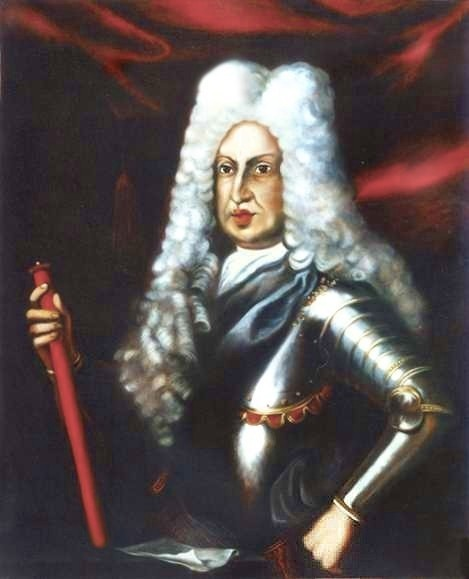
Imatge de Joan Gastó I de Mèdici.

A la mort de Cosme III, ocorreguda l'octubre de 1723, fou nomenat Gran Duc de Toscana, tot i que el poder real del Gran Ducat estava en aquell moment a mans del Sacre Imperi Romanogermànic, amb el qual Cosme III havia establert grans vincles polítics.
Sabent que Joan Gastó no tenia hereus i, per tant, s'extingia la família Mèdici al tron ducal, les potències europees volgueren repartir-se el Gran Ducat. Inicialment s'establí que el territori passés a mans de l'infant Carles de Borbó, fill de Felip V d'Espanya i Isabel Farnese. Al convertir-se aquest en rei de Nàpols i Sicília, es decidí que el Gran Ducat anés a parar a mans de Francesc III de Lorena, promés amb l'arxiduquesa Maria Teresa d'Àustria, filla de l'emperador Carles VI del Sacre Imperi Romanogermànic.
Sense posar resistència a aquest repartiment territorial Joan Gastó desenvolupà reformes en els seus anys de regnat: impulsant el creixement de la Universitat de Pisa, la reducció del poder de l'Església Catòlica, retent tribut a Galileo Galilei a la Basílica de la Santa Creu de Florència, i derogant diversos decrets contra la prostitució, els jueus i les festes paganes.

## Mort i successió
Després d'alguns excesos sexuals i de disputes amb la seva germana Anna Maria, a la qual considerava culpable del seu matrimoni, emmalaltí de gota i morí el 9 de juliol de 1737 a la ciutat de Florència.
A la seva mort s'extingí la dinastia dels Mèdici governants de la ciutat de Florència, passant el govern d'aquesta ciutat i del Gran Ducat de Toscana a mans de Francesc III de Lorena. Aquest sepultà les restes de Joan Gastó en lloc de la "Capella dels Prínceps" de la Basílica de Sant Llorenç ho feu en una cantonada amagada de darrere l'altar de la Cripta de la Capella dels Mèdici.